# Johan de Kock

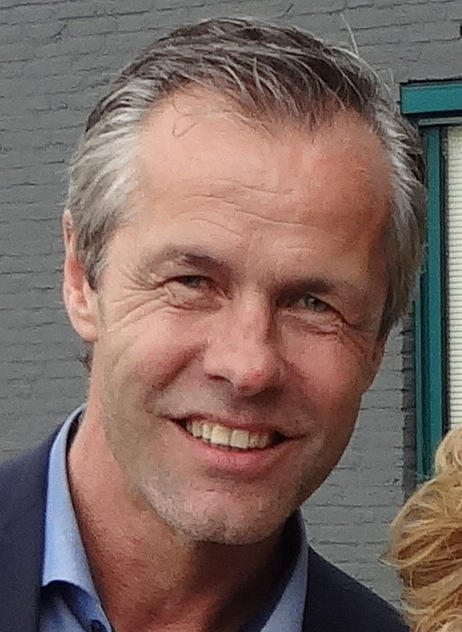
Johan de Kock

Johannes ("Johan") de Kock (nacido el 25 de octubre de 1964 en Sliedrecht, Países Bajos) es un exfutbolista que jugaba de defensa central y que jugó en la Selección de fútbol de los Países Bajos en 13 ocasiones en las que marcó un gol. De Kock estuvo en la Eurocopa 1996 que se celebró en Inglaterra con el entrenador Guus Hiddink. Su debut fue el 24 de febrero de 1993 en un partido de clasificación para la Copa del Mundo de 1994. Jugó para el FC Groningen (1984-87), para el FC Utrecht (1987-94), para el Roda JC (1994-96), y para el FC Schalke 04 (1996-2000), con el que ganó la Copa de la UEFA en el año 1997.